# Grostenquin
Grostenquin település Franciaországban, Moselle megyében. Lakosainak száma 620 fő (2022. január 1.). Grostenquin Bérig-Vintrange, Bermering, Bistroff, Erstroff, Francaltroff, Frémestroff, Freybouse, Laning, Lixing-lès-Saint-Avold, Vallerange és Virming községekkel határos.

## Népesség
A település népességének változása:
| Lakosok száma | 543  | 518  | 596  | 543  | 578  | 604  | 631  | 647  | 658  | 620  |
|               | 1968 | 1982 | 1990 | 2006 | 2013 | 2015 | 2017 | 2019 | 2020 | 2022 |